# Vibilia caeca
Vibilia caeca är en kräftdjursart som beskrevs av Bulcheva 1955. Vibilia caeca ingår i släktet Vibilia och familjen Vibiliidae. Inga underarter finns listade i Catalogue of Life.